# Idiophthalma suspecta
Idiophthalma suspecta là một loài nhện trong họ Barychelidae. Loài này phân bố ờ Colombia.